# التعليم في إسكتلندا في العصور الوسطى

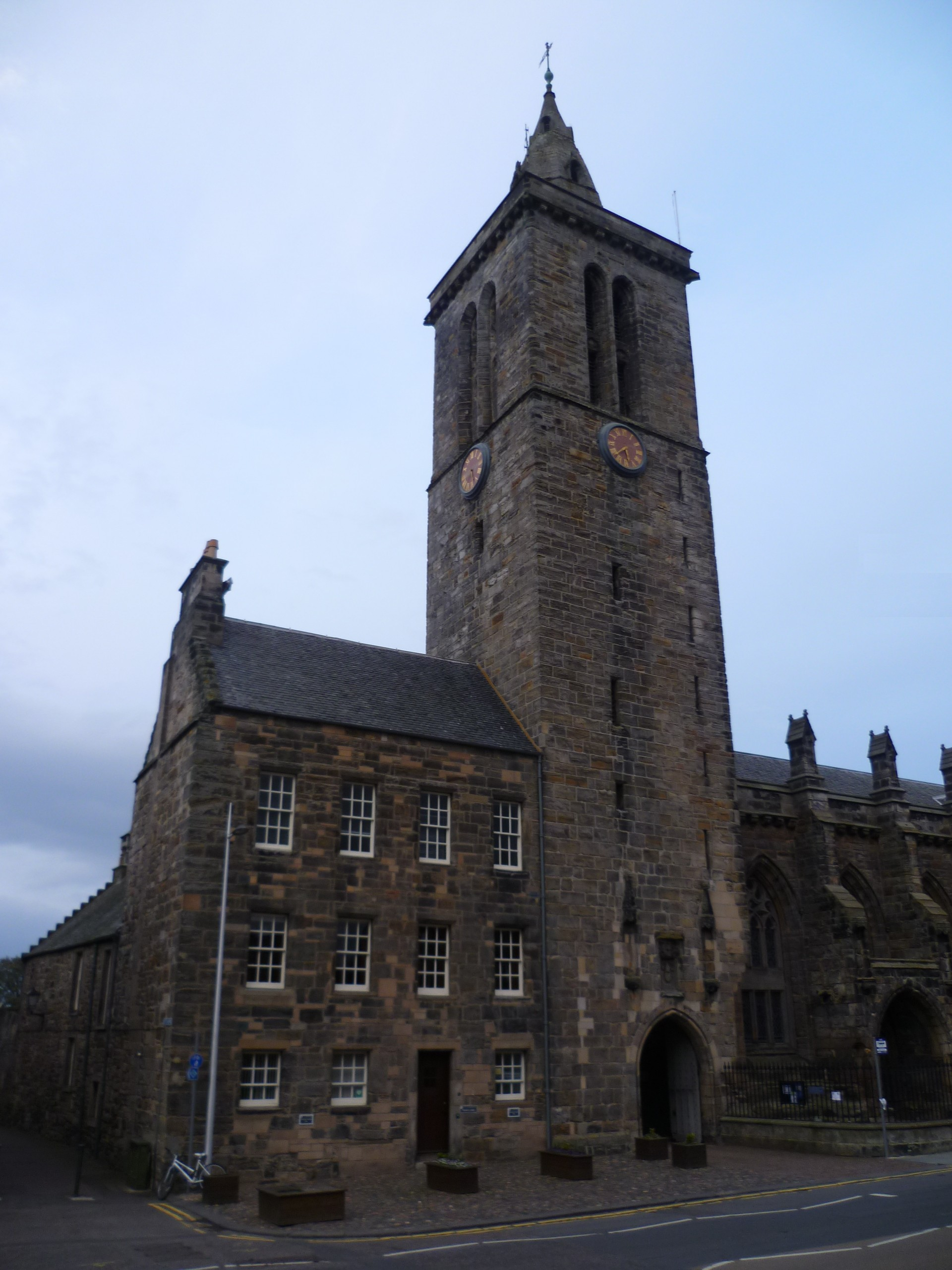
برج في جامعة القديس سالفاتور في سانت اندروز إحدى الجامعات الثلاث التي تأسست في القرن الخامس عشر

شمل التعليم في اسكتلندا جميع أنواع التعليم في داخل إطار الحدود الاسكتلندية، بين رحيل الرومان من بريطانيا في القرن الخامس حتى تأسيس عصر النهضة في أواخر القرن الخامس عشر وبدايات القرن السادس عشر. تبقى القليل من المصادر عن التعليم الاسكتلندي من العصور الوسطى. كانت اسكتلندا عبارة عن مجتمع شفهي في بدايات العصور الوسطى، بمعنى ان التعليم كان شفهيا غير مكتوب. على الرغم من وجود مؤشرات تدل على نظام غيلي تعليمي مشابه لإيرلندا ولكن لايعرف إلا القليل من التفاصيل. تأسيس المسيحية من القرن السادس جلب اللاتينية لاسكتلندا كلغة علمية و مكتوبة. خدمت الاديره كمستودعات رئيسية للتعليم والمعرفة وغالبًا ما كانت تدير المدارس.
في العصور الوسطى العليا، ظهرت مصادر تعلم جديدة مثل مدارس الغناء والقواعد وتم تأسيسها لتدريب الكهنة للتأكيد على مجال الموسيقى و مدارس القواعد معًا. توسعت المدارس وازداد عددها بشكل سريع بعد ١٣٨٠م. بحلول نهاية العصور الوسطى وجدت مدارس قواعد في جميع البلدات والقرى الاسكتلندية. على الارجح ان توفر التعليم كان أضعف في المناطق الريفية ولكن كانت لديهم مدارس بسيطة مصغرة للقراءة توفر التعليم الابتدائي. ايضًا، كان هنالك تطور في ناحية التعليم الخاص بين عوائل اللوردات والأغنياء و تطورت بعدها للتعليم المنزلي. بنات العوائل النبيلة تعلمن في دور الراهبات وبحلول نهاية القرن الخامس العشر قامت ادنبرة بتأسيس مدارس الفتيات. هنالك أدلة توثق وجود حول ١٠٠ مدرسة من مختلف الأنواع قبل الاصلاح الاسكتلندي. قانون التعليم في عام ١٤٩٦ أقر بأن أبناء البارونات و أصحاب الأملاك يتوجب عليهم الالتحاق بمدارس القواعد لتعلم " اللاتينية المثالية". كل هذه المجهودات أدت لأزدهار التعليم، وايضا لما يقارب ٦٠٪ من المتعلمين من طبقة النبلاء بحلول نهاية الفترة.
يضطر من كان يرغب بالالتحاق بالجامعه إلى السفر لإنجلترا أو القارة. وتم رصد القليل فوق ١٠٠٠ طالب ممن فعلوها بين القرن العشرين و ١٤١٠. الشخصيات المفكرة الكبرى ممن انتجتهم اسكتلندا مع هذا النظام هم دانز سكوطس، والتر والدرو، وليام دي تريدبروم. لورنس دي لندروس و جون ماير من أدار هذا التغيير هو مؤسس جامعة ساينت جونز.ساينت اندروس (١٤١٨). تمت إضافة جامعة ساينت سالفاتور إلى ساينت اندروز في عام ١٤٥٠، تبعها التأسيس في جلاسكو في ١٤٥١ و جامعه الملك في ابردين عام ١٤٩٥. في البداية، كانت هذه المؤسسات مخصصة لتدريب رجال الدين. لكن ازداد إقبال العامه عليها ممن تحدى احتكار رجال الدين للمناصب الادارية في الحكومة و القانون. كان يتم منحهم شهادات ابتدائية ومن كان يرغب بتعليم أعلى والذي كان شائعًا بين الباحثيين الاوربيين، اضطر للالتحاق بجامعات الدول الأخرى. في تلك الحقبة، كانت الجامعات الاسكتلندية تدرس المنهج اللاتيني، المخصص لرجال الدين و المحامين المدنيين و القانونيين. قرب نهاية القرن الخامس عشر، أصبح تأثير النهضة الإنسانية ،وتعليم اليونانية ظاهرًا.

## التعليم والأديرة الغيلية
في اوائل العصور الوسطى، كان المجتمع الاسكتلندي شفهيا بشكل كبير، التعليم أيضا كان شفيها وليس مكتوبًا. مصادر ايرلندا في نفس الفترة أشارت إلى وجود الفيلد ممن تصرفو كشعراء ، موسيقيين و مؤرخين. غالبًا مرتبطين ببلاط اللورد او الملك. ممن قامو بتمرير معرفتهم بالغيليه للأجيال القادمة. بعد إلغاء الغيلية في البلاط الاسكتلندي من القرن العشرين، تولى تلك المهام مجموعة من الشعراء الادنى قدرًا و استمرو بالقيام بهذه الادوار في المرتفعات والجزر في القرن الثامن عشر. غالبًا ما تم تدريبهم في مدارس الشعر، وكان منها قلة مثل التي ادارتها سلالة ماكموري ممكن كانو شعراء لأمراء الجزر. تواجدو في اسكتلندا وبأعداد أكبر في ايرلندا. إلى حين قمعهم من القرن السابع عشر. اغلب اعمالهم لم تكتب أبدًا و مانجى منها يعود منه إلى القرن السادس عشر. كان يتم الحفاظ على أدلة التعليم بشكل كبير فقط في أسماء الأماكن.
جلب تأسيس المسيحية من القرن السادس اللاتينية إلى اسكتلندا كلغة علمية ومكتوبة. الأديرة كانت بمثابة مستودعات رئيسية للمعرفة والتعليم. غالبًا ما أدارت المدارس و ووفرت التعليم لعدد صغير من النخبة، غالبيتهم من الذكور. كان ضرورًيا إنشاء الوثائق و قراءتها في مجتمع تغلبه الأمية  الحياة الأدبية دارت حول تأمل النصوص ونسخ المخطوطات. المكتبات كانت ذات أهمية كبيرة للمجتمعات الرهبانية. ربما كانت تلك الموجودة في إيونا استثنائية ، لكنها توضح أن الرهبان كانوا جزءًا من التيار الرئيسي للثقافة المسيحية الأوروبية.

## المدارس

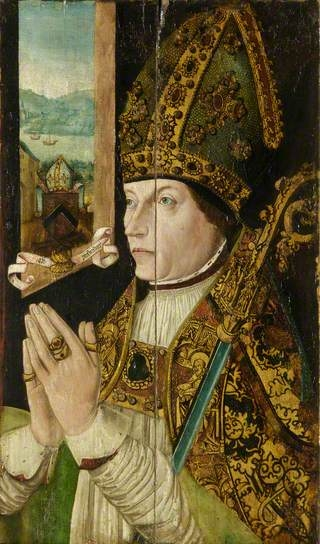
ويليام إلفينستون ، أسقف أبردين ، مؤسس جامعة أبردين وربما مهندس قانون التعليم لعام 1496

في العصور الوسطى العليا ، ظهرت مصادر جديدة للتعليم. صممت المدارس النحوية والجوقة لتدريب الكهنة ، مع التركيز المتوالي على الموسيقى وقواعد اللغة اللاتينية. أعطت عملية إعادة تنظيم الكنيسة التي بدأت في عهد داود الأول (1124-1153) الكنيسة هيكلًا أبرشيًا ضيقاِ و أكثر وضوحًا ، مما يعني أن مقاعد العرش ، مثل بيرث ، تلقت مدارس كانت عادة تحت رعاية الرهبان. تشمل الأمثلة الأولى للمدارس النحوية المدرسة الثانوية في غلاسكو عام 1124 ومدرسة دندي الثانوية عام 1239. وكانت عادةً مرتبطة بالكاتدرائية أو الكنيسة الجماعية . قد يكون للمستشارين الأبرشيات الذين تم تعيينهم حديثًا سلطة على مدارس الكاتدرائية ومدرسي المدارس داخل ابرشيتهم.
جلبت الرهبانيات الجديدة التي أصبحت سمة رئيسية للحياة الرهبانية الاسكتلندية في هذه الفترة أيضًا إمكانيات تعليمية جديدة والحاجة إلى تدريب أعداد أكبر من الرهبان. وغالبًا كان لدى المؤسستين البينديكتين والأغسطينيين مدارس ألمانية ،  و مدارس خيرية تعتمد على الدعم من وكيل التبرعات لتوفير منح لتعليم الأولاد الصغار ، الذين قد يدخلون الكهنوت. في دير كلونياك بيزلي ، تم توظيف قساوسة علمانيين كمدرسين. فتحت بعض الأديرة ، بما في ذلك الدير السيسترسي في كينلوس ،  ودير الحبيب وبولي ، أبوابها لمجموعة أكبر من الطلاب لتعليم أبناء السادة. القديس أندروز ، كان مقرًا للأسقف وموقعًا لمؤسسة أوغسطينيه كبرى ، يضم مدرسة قواعد ، تحت إدارة رئيس الشمامسة ، ومدرسة للأغاني ، تحت الدير . كان تأسيس أكثر من 100 كنيسة جماعية للكهنة العلمانيين بين عام 1450 والإصلاح يستلزم تدريب أعداد كبيرة من الكهنة . في بعض الأحيان ، كما في لوتشينوتش، تم تعليمهم الموسيقى والقواعد. لوحظ الرهبان الدومينيكان لانجازاتهم التعليمية  وكانوا يقيمون عادة في المراكز الحضرية ، وربما علمو القواعد ، كما في غلاسكو وآير . يبدو أن عدد وحجم هذه المدارس قد توسع بسرعة منذ ثمانينيات القرن التاسع عشر. بحلول نهاية العصور الوسطى ، كان من الممكن العثور على مدارس النحو في جميع المناطق الرئيسية وبعض المدن الصغيرة.
ربما كان توفير التعليم أضعف بكثير في المناطق الريفية ،  ولكن كانت هناك مدارس صغيرة أو مدارس للقراءة و التي وفرت تعليمًا ابتدائيًا. كان هنالك ايضًا تطور في التعليم الخاص بين عائلات اللوردات والأثرياء. في بعض الأحيان تطورت هذه المدارس إلى "مدارس منزلية" ، والتي كانت ربما تقدم خدماتها أيضًا للجيران والأقارب ، وكذلك أبناء عائلة ليرد الحاكمه ، وهو ما يُعرف أنه حدث في هنتلي . كانت كل هذه المدارس تستهدف الأولاد بشكل حصري تقريبًا. تم تعليم فتيات العائلات النبيلة في أديرة الراهبات مثل إلكو وأبيردور وهادنتقون . بحلول نهاية القرن الخامس عشر ، كان في إدنبرة مدارس للفتيات ، وصفت أحيانًا باسم "مدارس الخياطة" ، والتي ربما يشير اسمها إلى إحدى وظائفها الرئيسية. على الرغم من أن القراءة قد تم تدريسها أيضًا في هذه المدارس ،  ولكن غالبًا ما تم التعليم من قبل نساء عاديات أو راهبات.
توجد مستندات تدل على وجود حوالي 100 مدرسة من هذه الأنواع المختلفة قبل الإصلاح. كان معظم مدراء هذه المدارس من رجال الدين ، وعملوا أيضًا كقساوسه لمؤسسات دينية أو مستشفيات أو قساوسة خاصين للنبلاء كدمج لدخلهم . إلى حد ما ، تم التحكم في جميع أنواع التعليم من قبل فروع مختلفة من الكنيسة ، ولكن في نهاية الفترة ، ازداد الاهتمام بالعلمانية. مما أدى في بعض الأحيان إلى حدوث صراع ، كما حدث بين حاكم أبردين ومستشار الكاتدرائية ، عندما عين الأول خريجًا عاديًا كمدير مدرسة في عام 1538 ، وعندما تم تعيين رجل متزوج في المنصب المماثل في بيرث. بدأ التعليم في الاتساع إلى ما بعد تدريب رجال الدين ، لا سيما عندما بدأ المحامون العاديون في الظهور للعلن كمهنة ،  مع التركيز الإنساني على تعليم الطبقة الحاكمة المستقبلية لأداء واجباتهم. تراكم التركيز المتزايد المستوحى من النزعة الإنسانية على التعليم مع إقرار قانون التعليم لعام 1496 ، والذي يُعتقد أنه تم توجيهه من خلال البرلمان من قبل حارس الختم الخاص ويليام إلفينستون ، أسقف أبردين ،  الذي أصدر مرسوماً يقضي بأن جميع أبناء البارونات والأبناء يجب عليهم الالتحاق بمدارس القواعد لتعلم "اللغة اللاتينية المثالية". أدى كل هذا إلى زيادة في معرفة القراءة والكتابة ، والتي تركزت بشكل كبير بين النخبة من الذكور والأثرياء،  مع ما يقرب من 60 في المائة من النبلاء متعلمون بحلول نهاية الفترة.

## الجامعات

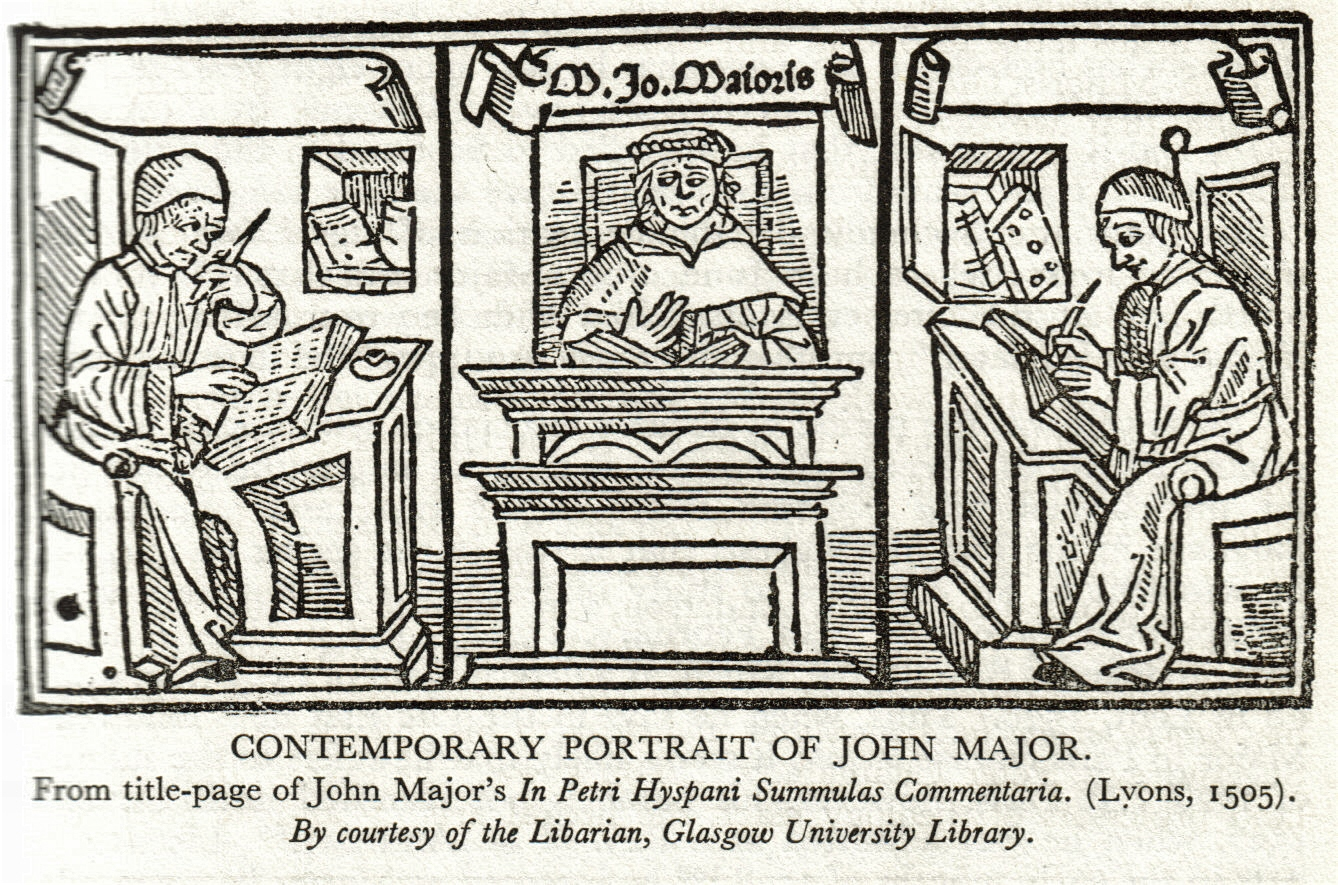
John Mair ، أحد أكثر المنتجات نجاحًا في النظام التعليمي الاسكتلندي في العصور الوسطى

منذ نهاية القرن الحادي عشر ، تأسست الجامعات في جميع أنحاء أوروبا ،وتطورت كمراكز شبه مستقلة للتعلم ، وغالبًا ما قامت بتدريس اللاهوت والرياضيات والقانون والطب. حتى القرن الخامس عشر ، كان على الأسكتلنديين الراغبين في الالتحاق بالجامعة السفر إلى إنجلترا أو أكسفوردأوروبا أو كامبريدج أو قارة أوروبا. تم رصد ما يزيد عن 1000 طالب فعلوا ذلك بين القرن الثاني عشر و 1410. كانت باريس هي الأهم من بين الوجهات ، ومن بعدها كولونيا وأورليان وويتنبرغ ولوفان وفيينا .
من بين هؤلاء العلماء الرحالة، كان جون دونس سكوت (حوالي 1266-1308) أهم شخصية ثقافية ، درس في أكسفورد وكامبريدج وباريس.وغالبًا انه توفي في كولونيا عام 1308 ، بعد أن أصبح ذا تأثير كبير على الفكر الديني في أواخر العصور الوسطى . بعد اندلاع حروب الاستقلال (1296–1357) ، مع استثناءات عرضية في ظل الإجراءات الامنية ، تم إغلاق الجامعات الإنجليزية أمام الاسكتلنديين وأصبحت الجامعات الأوروبية أكثر أهمية. أصبح بعض العلماء الاسكتلنديين مدرسين في الجامعات الأوربية. في باريس، شمل ذلك جون دي رايت (توفي عام 1355) ووالتر واردلو (توفي عام 1387) في أربعينيات وخمسينيات القرن الثالث عشر ، وويليام دي تريدبروم في ثمانينيات القرن الثالث عشر ، ولورنس دي ليندوريس (1372-1437) في أوائل القرن السادس عشر. دفعت الحركة المستمرة الجامعات إلى إنشاء مدرسة المذهب الاسمي الاسكتلندية في باريس في أوائل القرن السادس عشر ، كان جون ماير ( 1467-1550 ) عضوًا فيها. من المحتمل أنه درس في مدرسة القواعد الاسكتلندية ثم في كامبريدج ، قبل أن ينتقل إلى باريس حيث حصل على شهادة الثانوية عام 1493.

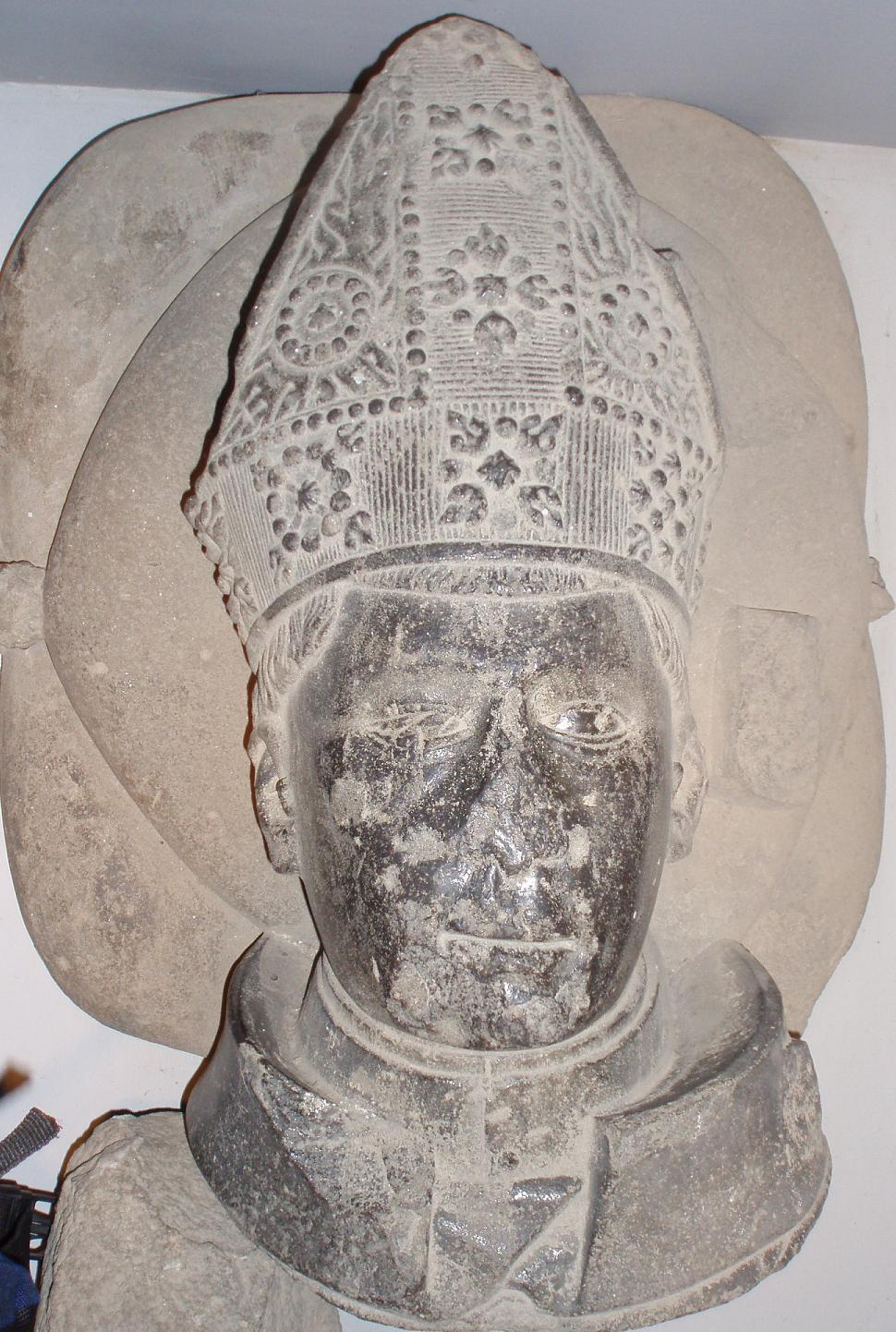
تمثال نصفي للأسقف هنري واردلو ، مؤسس جامعة سانت أندروز

تغير هذا الوضع بتأسيس كلية سانت جون ، سانت أندروز عام 1418.حيث قدم هنري واردلو ، أسقف سانت أندروز ، التماسًا ضد البابا بنديكتوس الثالث عشر خلال المراحل اللاحقة من الانشقاق الغربي العظيم ، عندما كانت اسكتلندا أحد مؤيديه القلائل المتبقين. جادل واردلو بأن العلماء الاسكتلنديين في جامعات أخرى يتعرضون للاضطهاد بسبب ولائهم لمناهض البابا. تمت إضافة كلية سانت سالفاتور إلى سانت أندروز عام 1450. تبعتها الأسقفية العظيمة الأخرى ، حيث تأسست جامعة غلاسكو عام 1451 و كلية كينجز ، أبردين عام 1495. كلاهما كانا أيضًا مؤسستين بابويتين ، من قبل نيكولاس الخامس وألكسندر السادس على التوالي. تمت إضافة كلية سانت ليونارد في سانت أندروز عام 1511. تم تصميم سانت أندروز عمداً على غرار باريس ، وعلى الرغم من أن غلاسكو تبنت تماثيل جامعة بولونيا هناك ، مثمتزايدا ين ،كان تأثير باريسي حاضرًا ، ويرجع ذلك جزئيًا إلى أن جميع الحكام الأوائل قد تلقوا تعليمهم في باريس. في البداية ، تم تصميم هذه المؤسسات لتدريب رجال الدين ، ولكن تم استخدامها بشكل متزايد من قبل الأشخاص العاديين الذين بدأوا في تحدي احتكار رجال الدين للمناصب الإدارية في الحكومة والقانون. وقد قاموا بتقديم الشهادات الإبتدائية فقط. أولئك ممن رغبوا في الدراسة للحصول على شهادات عليا الشائعة بين العلماء الأوروبيين لا يزالون بحاجة إلى الذهاب إلى جامعات في بلدان أخرى. نتيجة لذلك ، واصل العلماء الاسكتلنديون زيارة القارة لاوربية وعادوا إلى الجامعات الإنجليزية بعد أن أعُيد فتح أبوابها أمام الاسكتلنديين في أواخر القرن الخامس عشر.
1. ↑  M. Lynch, "Historical sources: 1 to 1750", in M. Lynch, ed., The Oxford Companion to Scottish History (Oxford: Oxford University Press, 2001), (ردمك 0-19-211696-7), pp. 311–14.
2. 1 2 3 4 5 6 7 8 9 10  S. Murdoch, "Schools and schooling: I to 1696", in M. Lynch, ed., The Oxford Companion to Scottish History (Oxford: Oxford University Press, 2001), (ردمك 0-19-211696-7)ISBN 0-19-211696-7, pp. 561–3.
3. 1 2  Crawford، Robert (2009). Scotland's books : a history of Scottish literature. New York: Oxford University Press. ISBN:0-19-972767-8. OCLC:746582150. مؤرشف من الأصل في 2022-12-21.
4. 1 2  Houston، R. A. (2002). Scottish literacy and the Scottish identity : illiteracy and society in Scotland and northern England, 1600-1800. Cambridge: Cambridge University Press. ISBN:0-521-89088-8. OCLC:49044689. مؤرشف من الأصل في 2022-12-21.
5. ↑  Brown، Keith (2003). Noble Society in Scotland. Edinburgh: Edinburgh University Press. ISBN:978-1-4744-6543-4. OCLC:1147256083. مؤرشف من الأصل في 2022-12-21.
6. ↑  The Oxford companion to Scottish history. Michael Lynch. Oxford: Oxford University Press. 2001. ISBN:0-19-211696-7. OCLC:59485889. مؤرشف من الأصل في 2022-10-16.{{استشهاد بكتاب}}:  صيانة الاستشهاد: آخرون (link)
7. ↑  A. Macquarrie, Medieval Scotland: Kinship and Nation (Thrupp: Sutton, 2004), (ردمك 0-7509-2977-4), p. 128.
8. ↑  G. Markus, "Religious life: early medieval", in M. Lynch, ed., The Oxford Companion to Scottish History (Oxford: Oxford University Press, 2001), (ردمك 0-19-211696-7), pp. 509–10.
9. 1 2 3 4 5 6  P. J. Bawcutt and J. H. Williams, A Companion to Medieval Scottish Poetry (Woodbridge: Brewer, 2006), (ردمك 1-84384-096-0), pp. 29–30.
10. ↑  S. Boynton, "Boy singers in Monasteries and Cathedrals", in S. Boynton and E. N. Rice eds, Young Choristers: 650–1700 (Boydell & Brewer Ltd, 2008), (ردمك 1843834138), p. 44.
11. 1 2 3  M. Lynch, Scotland: A New History (Random House, 2011), (ردمك 1-4464-7563-8), pp. 104–7.
12. ↑  J. P. Foggie, Renaissance Religion in Urban Scotland: The Dominican Order, 1450–1560 (BRILL, 2003), (ردمك 9004129294), p. 101.
13. 1 2 3  E. Ewen, "'Hamperit in ane hony came': sights, sounds and smells in the Medieval town", in E. J. Cowan and L. Henderson, A History of Everyday Life in Medieval Scotland: 1000 to 1600 (Edinburgh: Edinburgh University Press, 2011), (ردمك 0748621571), p. 126.
14. ↑  Lynch, Scotland: A New History, p. 106.
15. 1 2 3  J. Wormald, Court, Kirk, and Community: Scotland, 1470–1625 (Edinburgh: Edinburgh University Press, 1991), ISBN 0-7486-0276-3, pp. 68–72.
16. 1 2  I. S. Ross, William Dunbar (Brill Archive, 1981), (ردمك 9004062165), p. 75.
17. ↑  I. Wei, "The rise of universities" in A. MacKay, ed., Atlas of Medieval Europe (London: Routledge, 1997), (ردمك 0415019230), pp. 241–3.
18. 1 2 3 4 5 6 7  B. Webster, Medieval Scotland: the Making of an Identity (St. Martin's Press, 1997), (ردمك 0-333-56761-7)ISBN 0-333-56761-7, pp. 124–5.
19. ↑  Webster, Medieval Scotland: the Making of an Identity, p. 119.
20. ↑  J. Durkan, "Universities: to 1720", in M. Lynch, ed., The Oxford Companion to Scottish History (Oxford: Oxford University Press, 2001), (ردمك 0-19-211696-7), pp. 610–12.
21. ↑  A. Broadie, A History of Scottish Philosophy (Edinburgh: Edinburgh University Press, 2009), (ردمك 0748616284), p. 34.